# لمبیت کالیووه
لمبیت کالیووه (انگلیسی: Lembit Kaljuvee؛ زادهٔ ۲۹ دسامبر ۱۹۵۲) سیاستمدار و نماینده سابق مجلس اهل استونی است.